# Dialecto de Beni Snous
Beni Snous era una lengua bereber septentrional del grupo de las lenguas zenati, cercana al idioma rifeño, que se hablaba cerca de Tremecén, en Argelia.
A principios del siglo XX, el bereber de Beni Snous se hablaba en las aldeas de Kef, Tghalimet, Bou Hallou, Ait Larbi, Ait Achir, Adziddaz y Mazzer. Todos los habitantes de la zona eran bilingües en el idioma árabe. Los Beni Snous no tenían problemas para entenderse con sus vecinos de habla bereber, como los Beni Bou Said al oeste y con cierta dificultad, podían comunicarse en con los imazighen de Figuig, los Beni Znassen y los Zkara, al otro lado de la frontera entre Argelia y Marruecos. Sin embargo, el idioma tashelhit del sur de Marruecos y el idioma cabilio de la Cabilia, en el norte de Argelia, les resultaban casi incomprensibles.

Hoy en día, solo unas pocas personas mayores en la región hablan amazigh. La mayoría de los Beni Snous solo hablan árabe, y tan solo quedan unas pocas palabras de su idioma ancestral, como "tabɣa" (moras) o "azduz" (mortero).

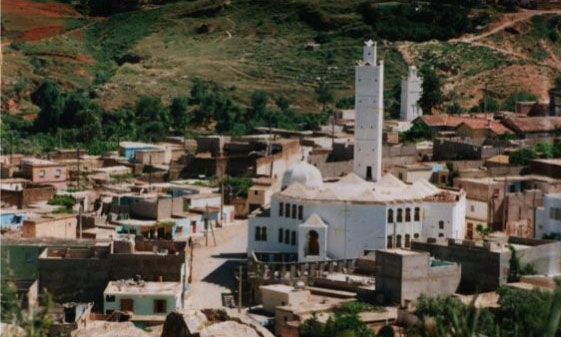
Beni Snous